# Heinrich Meusel
Heinrich Meusel (vollständiger Name August Heinrich Meusel, * 18. Februar 1844 in Zahna bei Wittenberg; † 12. Juni 1916 in Berlin) war ein deutscher Klassischer Philologe und Gymnasialdirektor.

## Leben
Heinrich Meusel, der Sohn des Fleischermeisters Heinrich Meusel, besuchte das Gymnasium in Wittenberg und studierte nach der Reifeprüfung (10. April 1862) Klassische Philologie und Germanistik an der Universität Halle (Saale). Am 2. Februar 1867 bestand er die Lehramtsprüfung in Fächern Latein, Griechisch und Deutsch (bis Oberstufe I), Religion (bis Unterstufe II) und Französisch (bis Oberstufe III). Vom 1. April 1868 bis zum 31. März 1869 absolvierte er das Probejahr am Gymnasium in Wernigerode.
Seine weitere Laufbahn im preußischen Schuldienst führte Meusel nach Berlin, wo er auch wissenschaftliche Studien aufnahm. Zum 1. April 1869 ging er als ordentlicher Lehrer an das Friedrichs-Gymnasium und wurde dort am 1. Januar 1875 zum Oberlehrer ernannt. Gleichzeitig reichte er bei der Universität Jena eine Dissertation ein, mit der er am 3. April 1876 zum Dr. phil. promoviert wurde. Zum 1. April 1882 wechselte er an das Humboldt-Gymnasium in Kreuzberg, wo er am 30. Juni 1887 den Professorentitel erhielt. Zum 1. April 1895 ging er als Direktor an das Köllnische Gymnasium, das er 14 Jahre lang leitete. Am 29. Januar 1908 erhielt er den Roten Adlerorden 4. Klasse. Bei seiner Pensionierung (1. April 1909) wurde er zum Geheimen Regierungsrat ernannt.
Neben dem Schuldienst beschäftigte sich Meusel mit der antiken Literatur. Bereits 1871 gab er aufgrund der Abschriften seines akademischen Lehrers Julius Zacher den griechischen Text des Alexanderromans (Pseudo-Kallisthenes B) nach der Leidener Handschrift heraus. In seiner Doktorarbeit (1876) untersuchte er das Verhältnis der zwei ältesten Textzeugen von Ciceros Reden gegen Verres. Danach konzentrierte sich Meusel ganz auf die Textkritik von Caesars Schriften. Er gab ein detailliertes Lexicon Caesarianum heraus (1887–1893) und erstellte eine kritische Ausgabe sowie eine Schulausgabe der Schrift De bello Gallico (beides 1894). Später gab er Neubearbeitungen der kommentierten Caesar-Schulausgaben von Friedrich Kraner, Friedrich Hofmann und Wilhelm Dittenberger heraus.

## Schriften (Auswahl)
- Pseudo-Callisthenes. Nach der Leidener Handschrift herausgegeben. In: Jahrbücher für classische Philologie. Supplementband 5 (1871), S. 701–816. Auch separat, Leipzig 1871
- De Ciceronis Verrinarum codicibus. Pars I. Utri Verrinarum codici maior fides habenda sit, palimpsesto Vaticano an regio Parisiensi. Berlin ohne Datum [1876] (Dissertation, Jena)
- Lexicon Caesarianum. Zwei Bände in drei Teilen, Berlin 1887–1893. Nachdruck 1958
- Coniecturae Caesarianae. Berlin 1893
- C. Iulii Caesaris Belli Gallici libri VII. A. Hirtii liber VIII. Recensuit apparatu critico instruxit Henricus Meusel. Berlin 1894
- C. Iulii Caesaris Belli Gallici libri VII. A. Hirtii liber VIII. Für den Schulgebrauch herausgegeben. Berlin 1894
- Caesar. Beiträge zur Kritik des Bellum gallicum. Berlin 1910 (Abdruck aus dem Jahresbericht des Philologischen Vereins36, S. 20–75)

Herausgeberschaft
- C. Iulii Caesaris Commentarii de bello civili. Erklärt von Friedrich Kraner und Friedrich Hofmann. 11., vollständig umgearbeitete Auflage, Berlin 1906. 12. Auflage 1959. 14. Auflage 1968
- C. Iulii Caesaris Commentarii de bello Gallico. Erklärt von Friedrich Kraner und Wilhelm Dittenberger. Drei Bände. 17., vollständig umgearbeitete Auflage, Berlin 1913–1920. 18.–20. Auflage 1960–1964